# Isaba
Isaba (spanska) eller Izaba (baskiska), officiellt Isaba/Izaba, är en kommun i Spanien.   Den ligger i provinsen och regionen Navarra, i den nordöstra delen av landet, 400 km nordost om huvudstaden Madrid. Antalet invånare är 507.